# Rio Han (Coreia)
O Rio Han (em coreano: 한강; romaniz.: Hangang, em hanja: 漢江) é o mais importante rio da Coreia do Sul e o quarto maior rio da península coreana após os rios Amrok (Yalu), Tuman (Tumen) e Nakdong.

## Pontes que atravessam o Rio Han
As seguintes pontes atravessam o rio Han na Região Metropolitana de Seul (Seul, Gyeonggi, Incheon):
De oeste a leste
- Ponte Ilsan; 일산대교
- Ponte Gimpo; 김포대교
- Ponte Haengju; 행주대교
- Ponte Ferroviária Magok; 마곡철교
- Ponte Banghwa; 방화대교
- Ponte Gayang; 가양대교
- Ponte Seongsan; 성산대교
- Ponte Yanghwa; 양화대교
- Ponte Ferroviária Dangsan; 당산철교
- Ponte Seogang; 서강대교
- Ponte Mapo; 마포대교
- Ponte Wonhyo; 원효대교
- Ponte Ferroviária Hangang; 한강철교
- Ponte Hangang; 한강대교
- Ponte Dongjak; 동작대교
- Ponte Banpo com Ponte Jamsu; 반포대교, 잠수교
- Ponte Hannam; 한남대교
- Ponte Dongho; 동호대교
- Ponte Seongsu; 성수대교
- Ponte Yeongdong; 영동대교
- Ponte Cheongdam; 청담대교
- Ponte Jamsil; 잠실대교
- Ponte Ferroviária Jamsil; 잠실철교
- Ponte Olímpica; 올림픽대교
- Ponte Cheonho; 천호대교
- Ponte Gwangjin; 광진교
- Ponte Guri-Amsa; 구리암사대교 (em construção)
- Ponte Gangdong; 강동대교
- Ponte Misa; 미사대교
- Ponte Paldang; 팔당대교